# 伊查博島

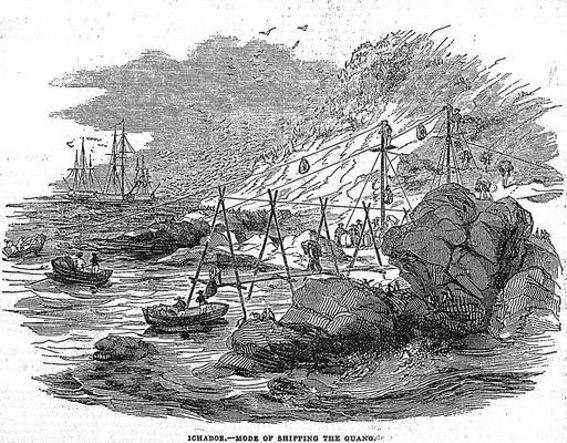

伊查博島（英語：Ichaboe Island）是納米比亞的島嶼，位於該國西南部的大西洋海域，屬於企鵝群島的一部分，長0.43公里、寬0.2公里，面積0.07平方公里，最高點海拔高度7米，該島在1828年被發現。